# Pouva Start
«Pouva Start» — среднеформатная бокс-камера, разработанная в Германии. Производилась фабрикой акционерного общества «Karl Pouva AG» в городе Фрайталь (ГДР) с 1951 по 1972 год.

## История
Простая камера ценой 16,5 марок ГДР, не требовавшая познаний в фототехнике, существенных материальных затрат и позволявшая получать бытовые фотографии приемлемого качества (в том числе, методом контактной печати без увеличителя), была доступна широкому кругу начинающих фотолюбителей.
Аппарат известен в двух вариантах. Ранний (на фото) имел складной видоискатель, а поздний, выпускавшийся с 1956 г., — жёсткий. Кроме того, на втором варианте положения переключателя диафрагмы обозначены символами погоды.
Кроме ГДР, фотоаппараты «Pouva Start» производились по лицензии предприятиями в Венгрии и Польше.
Почти полными аналогами «Pouva Start» являются фотоаппараты «Hamaphot P56L» с объективом Original-Tricomat 65 мм, производившийся западногерманской фабрикой «Apparatebau und Kamerafabrik» (Монхайм, ФРГ) с 1956 года, польский фотоаппарат «Druh» и советский «Юнкор», выпускавшийся Красногорским механическим заводом с 1959 по 1962 год.

## Технические характеристики
- Объектив: гиперфокальный перископ «Duplar 1:8» с фокусным расстоянием 60 мм, с диафрагмой на два положения — «Sonne» («солнечно», 1:11) и «Trüb» («облачно», 1:8). В нерабочем положении объектив складывается — ввинчивается вглубь корпуса, что уменьшает габаритные размеры камеры.
- Затвор: дисковый секторный, без предварительного взвода, имеет две выдержки — «М» или «Moment» («моментальная», 1/30 с) и «Z» или «Zeit», в экспортном варианте «B» («временна́я», соответствующая времени удержания нажатой кнопки спуска затвора).
- Размер кадра: 6×6 см.
- Фотоматериал: плёнка типа 120. Перемотка плёнки производится вручную вращением маховичка.
- Корпус: из чёрной пластмассы (бакелита) со съёмной задней крышкой.

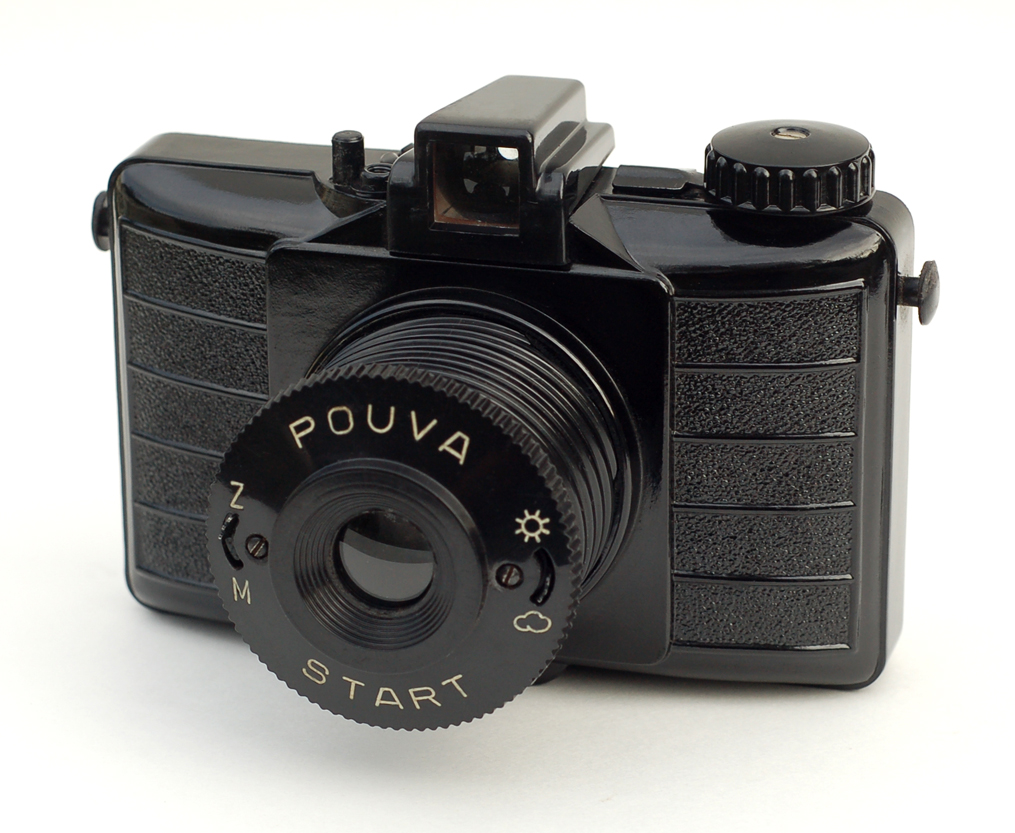
Pouva Start (c 1956 года)
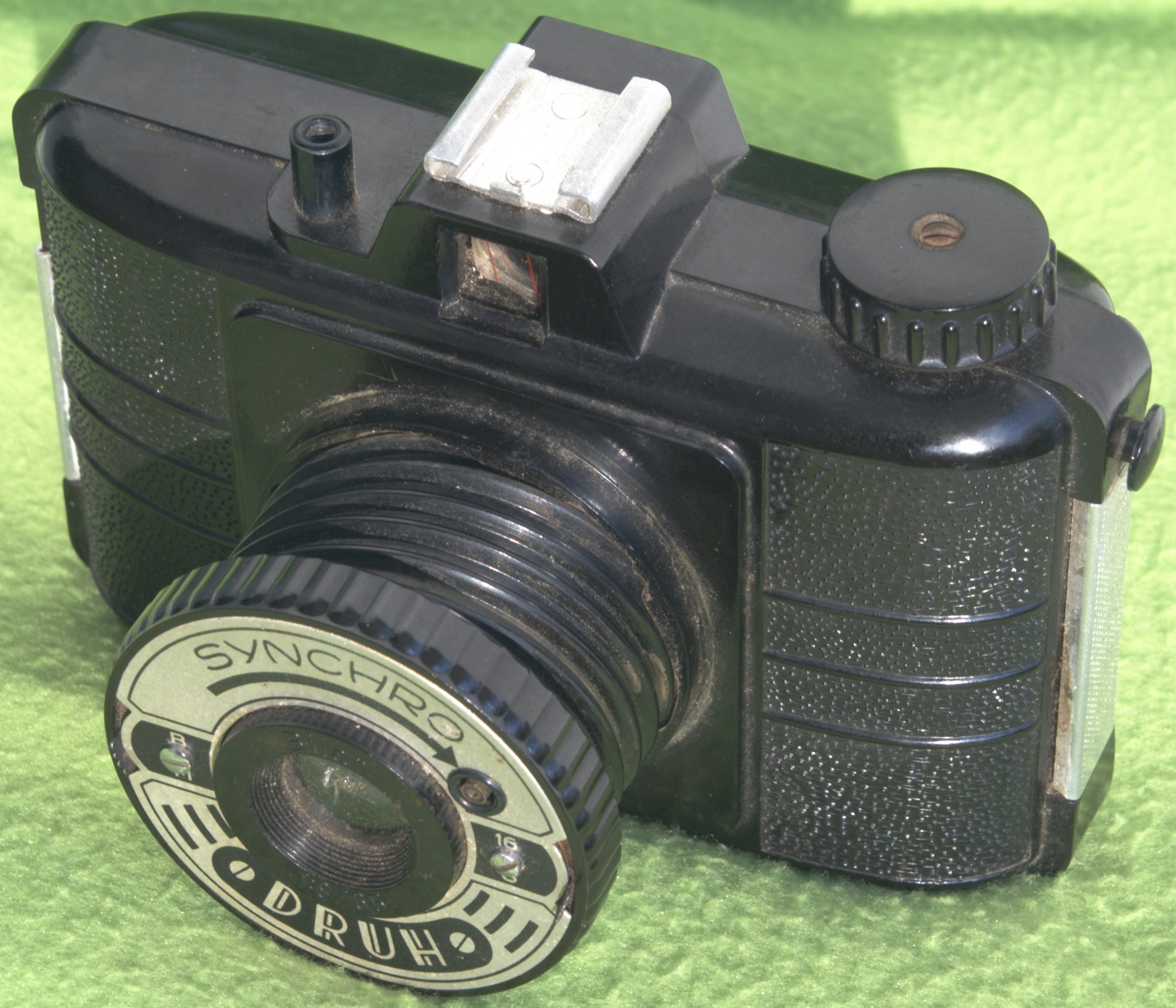
Druh Synchro (Польша)